# اوشی (بلغارستان)
اوشی (به بلغاری: Ushi) یک منطقهٔ مسکونی در بلغارستان است که در شهرستان ترکلیانو واقع شده‌است.